# Oleksandr Batjuk (Skilangläufer)
Oleksandr Mychajlowytsch Batjuk (ukrainisch Олександр Михайлович Батюк; * 14. Januar 1960 in Tschernihiw, Oblast Tschernihiw) ist ein ehemaliger ukrainischer Skilangläufer, der für die Sowjetunion startete.
Sein internationales Debüt gab Batjuk 1980 bei der Junioren-Europameisterschaft, wo er Bronze im Einzelwettkampf über 15 Kilometer sowie Gold in der Staffel gewinnen konnte. Alle weiteren internationalen Medaillen gewann er in Staffelwettbewerben. 1982 holte er mit Wladimir Nikitin, Juri Burlakow und Alexander Sawjalow Gold bei den Nordischen Skiweltmeisterschaften am Holmenkollen in Oslo. In den Einzelwettkämpfen über 15 und 50 Kilometer belegte er die Plätze fünf und vier. Im Jahr 1983 wurde er mit der Staffel sowjetischer Meister. Ein Jahr später nahm Batjuk an den Olympischen Winterspielen 1984 in Sarajevo teil. Über 15 und 50 Kilometer wurde er 10. und 16. Mit seinen Staffelpartnern Sawjalow, Nikitin und Nikolai Simjatow gewann er Silber über 4 × 10 Kilometer. 1985 wurde Batjuk nationaler Meister über 15 Kilometer. Erneut Staffelsilber gewann er bei der Nordischen Ski-WM 1987 zusammen mit Wladimir Smirnow, Michail Dewjatjarow und Wladimir Sachnow; über 15 Kilometer belegte er Rang acht. Sein letzter internationaler Wettkampf war der Wettbewerb über 15 Kilometer bei den Olympischen Winterspielen 1988 in Calgary. Diesen beendete er als 15.
Nach dem Ende seiner aktiven Karriere arbeitete Batjuk als Trainer im Skilanglauf, später auch als Nationaltrainer der Ukraine. Batjuks gleichnamiger Sohn Oleksandr Batjuk ist als Biathlet aktiv.